# Adventures in Utopia
Adventures in Utopia è il quarto album in studio del gruppo musicale statunitense Utopia, pubblicato nel 1979.

## Tracce
Side 1
1. The Road to Utopia – 4:54
2. You Make Me Crazy – 3:41
3. Second Nature – 2:36
4. Set Me Free – 3:09
5. Caravan – 7:01

Side 2
1. Last of the New Wave Riders – 4:22
2. Shot in the Dark – 3:41
3. The Very Last Time – 3:52
4. Love Alone – 3:55
5. Rock Love – 5:33

## Formazione
- Todd Rundgren - chitarra, voce
- Roger Powell - tastiera, voce, tromba
- Kasim Sulton - basso, voce
- Willie Wilcox - batteria, voce